# Emil Tîmbur
Emil Tîmbur (Chișinău, 21 luglio 1997) è un calciatore moldavo, portiere del Milsami Orhei.

## Carriera

### Club
Ha debuttato tra i professionisti con la maglia dello Zimbru Chișinău nel 2017, squadra in cui è cresciuto a livello giovanile.
Nel 2019, dopo un breve trascorso nel calcio bielorusso con la maglia della Tarpeda-BelAZ, firma per il Milsami Orhei, con cui esordisce anche nelle competizioni continentali europee.

### Nazionale
Dopo aver fatto parte delle nazionali giovanili moldave Under-17 ed Under-21, nel gennaio del 2022 arriva la prima chiamata in nazionale maggiore, con cui esordisce il 18 gennaio 2022 (partendo dalla panchina) in un match amichevole contro l'Uganda perso per 3-2.

## Palmarès

### Club

#### Competizioni nazionali
- Campionato moldavo: 1

Milsami Orhei: 2024-2025